# Житикара
Житикара́ (каз. Жітіқара, до 1997 года — Джетыгара́) — моногород, административный центр Житикаринского района Костанайской области Республики Казахстан. Расположен на реке Шортанды.
В городе находится крупнейшее и единственное предприятие по добыче и обогащению хризотил-асбеста в Казахстане.

## История
Первое поселение, Конэльдэ (каз. Көңiлдi, [køŋilˈdi] — «весёлый, радостный»), расположенное на берегу реки Шортанды в Кустанайском уезде Тургайской области, появилось, предположительно, в 1880 года.
Обустройство посёлка было связано с освоением золоторудных месторождений Аккарга и Джетыгара. В 1913 году в посёлке было 12 золотых рудников и два химических завода.
В 1915 году посёлок получил своё название Джетыгара́, а вскоре был преобразован в рабочий посёлок.
20 апреля 1939 года Указом Президиума Верховного Совета Казахской ССР рабочий посёлок Джетыгара преобразован в город в составе Кустанайской области с сохранением прежнего названия.
С 1959 года дальнейшее развитие города связано с открытием хризотил-асбестового месторождения. 29 сентября 1962 года Джетыгара получила статус города областного подчинения.
30 апреля 1997 года указом президента Республики Казахстан произошло изменение транскрипции названия города, он стал называться Житикара, а также был отнесён к категории городов районного значения.

## География
Город Житикара расположен в юго-западной части Костанайской области, в 217 километрах от областного центра города Костанай.
Территория города занимает площадь в 6080 га. Высота над уровнем моря — 271 м.

### Климат
Климат резко континентальный с холодной зимой и сухим жарким летом.
| Показатель                                            | Янв.  | Фев.  | Март | Апр. | Май  | Июнь | Июль | Авг. | Сен. | Окт. | Нояб. | Дек.  |
| ----------------------------------------------------- | ----- | ----- | ---- | ---- | ---- | ---- | ---- | ---- | ---- | ---- | ----- | ----- |
| Средний суточный максимум, °C                         | −10,5 | −8,2  | −0,5 | 11,5 | 19,5 | 24,5 | 26,1 | 25,2 | 18,1 | 8,8  | −0,6  | −7,5  |
| Средняя температура, °C                               | −13,8 | −12,1 | −4,8 | 5,9  | 14,1 | 19,6 | 21,3 | 20,2 | 13,4 | 4,9  | −3,5  | −10,6 |
| Средний суточный минимум, °C                          | −17,7 | −16,6 | −9,9 | −0,5 | 7,3  | 13,1 | 15,5 | 14,4 | 8,3  | 0,9  | −6,5  | −14,1 |
| Норма осадков, мм                                     | 22    | 20    | 29   | 35   | 45   | 39   | 51   | 39   | 30   | 33   | 27    | 26    |
| Источник: Климатические данные городов по всему миру. |       |       |      |      |      |      |      |      |      |      |       |       |

## Население
| 1939   | 1959    | 1970    | 1979    | 1989    | 1999    | 2009    | 2021    | 2023    |
| ------ | ------- | ------- | ------- | ------- | ------- | ------- | ------- | ------- |
| 15 345 | ↘14 672 | ↗32 169 | ↗39 422 | ↘32 700 | ↗36 359 | ↘33 587 | ↗34 880 | ↗35 298 |

## Культура и спорт
С мая 1963 года в городе действует центральная районная библиотека.
В 1971 году открылся дворец культуры «Асбест».
11 марта 1978 года открылся музей, с 1986 года переименован в «Музей истории Джетыгары» (филиал Костанайского областного историко-краеведческого музея).
9 мая 1985 года в Житикаре открыт мемориальный комплекс памяти погибшим в годы Великой Отечественной войны. На плитах комплекса высечены фамилии 2490 воинов.

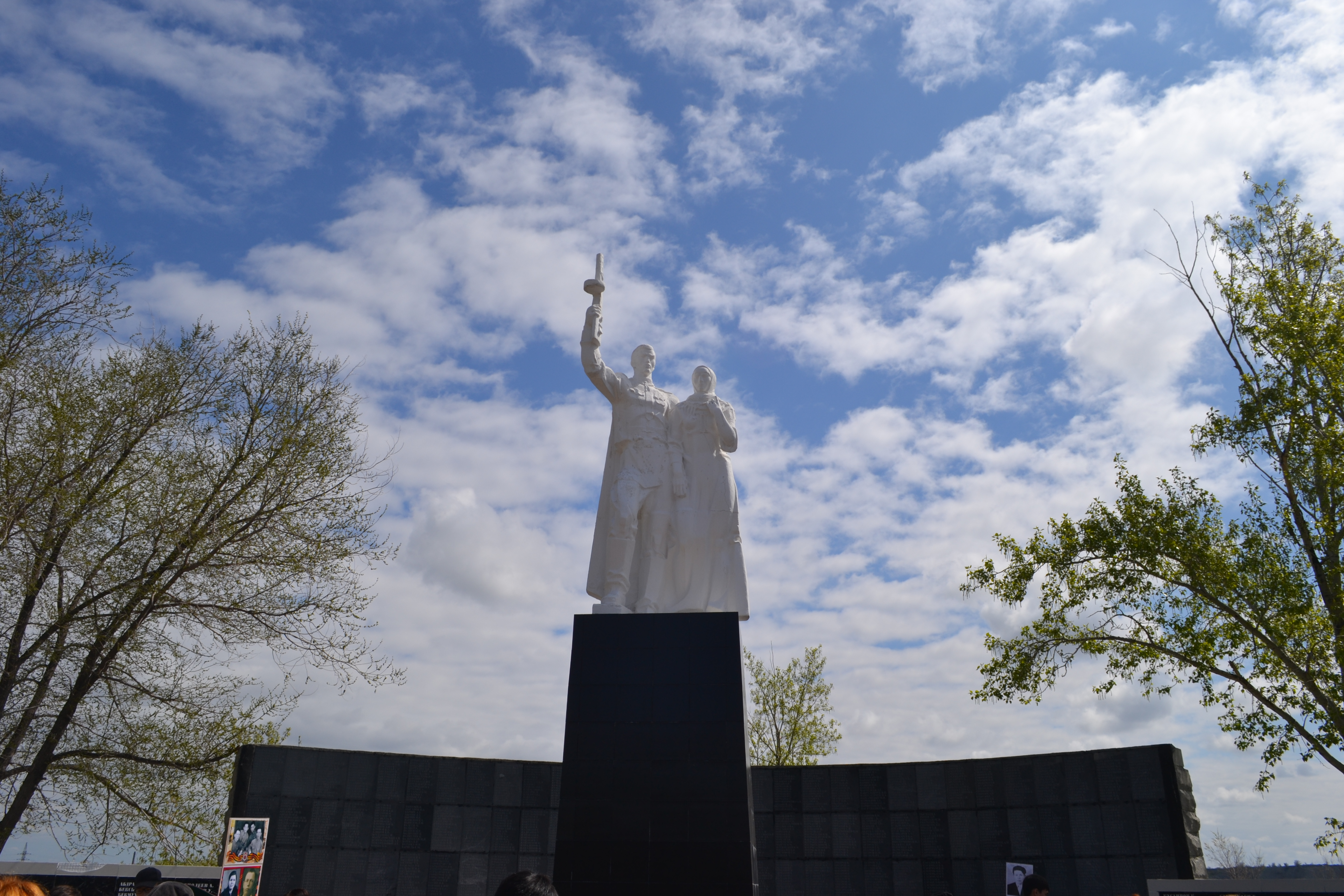
Памятник погибшим в годы Великой Отечественной войны

В 2019 году в рамках мероприятий областной спартакиады «Тын-Целина-2019» в городе был открыт физкультурно-оздоровительный комплекс «Jitiqara Arena» с двумя спортивными залами и тремя уличными спортивными площадками.
В 2023 году компанией Polymetal ко Дню города был восстановлен старый стадион . Стадион получил название — «Жигер».
В городе действовал футбольный клуб «Асбест», принимавший участие в Первой Лиге Казахстана с 2005 года по 2010 год. Лучшее достижение команды — второе место в 2006 году в северо-восточной группе. В 2010 году, в связи с финансовым положением, снялся с первенства Первой Лиги.

## Промышленность
Градообразующими предприятиями Житикары являются АО «Костанайские минералы» — единственное в Казахстане предприятие по добыче и обогащению руд хризотил-асбеста и ТОО «Комаровское горное предприятие», занимающееся добычей золотосодержащих руд и производством сплава доре.
В сфере производства и распределения электроэнергии, газа и воды крупным предприятием является ГКП «Житикаракоммунэнерго».

## Транспорт
В городе имеется железнодорожная станция Житикара, откуда курсирует пригородный поезд «Костанай — Житикара». В 2016 году железнодорожную станцию «Джетыгара» переименовали в «Житикара». В 110 км от города находится крупная железнодорожная развязка — станция Тобол.
С сентября 2023 года запущено железнодорожное сообщение «Астана — Житикара».
От автовокзала города курсируют автобусы  до Костаная, Магнитогорска, а также сёл Житикаринского и Камыстинского районов, приграничных сёл Оренбургской области.

## Известные уроженцы

### Герои Советского Союза
- Ищанов Истай[42]
- Михаил Евстафьевич Волошин[43]
- Хачин Егор Андреевич[44]

### Герои Социалистического Труда
| Фамилия Имя Отчество          | Деятельность                                                          | Год награждения |
| ----------------------------- | --------------------------------------------------------------------- | --------------- |
| Цурлуй Сергей Григорьевич     | директор совхоза «Степной»                                            | 11.01.1957      |
| Крыжановский Степан Фёдорович | Бригадир тракторно-полеводческой бригады Сталинградского совхоза      | 11.01.1957      |
| Голиков Василий Васильевич    | главный агроном совхоза «Большевик»                                   | 11.01.1957      |
| Кулик Михаил Сергеевич        | механизатор совхоза «Пригородный»                                     | 19.04.1967      |
| Изтаев Аскар                  | старший скотник совхоза «Волгоградский»                               | 08.04.1971      |
| Шелкоплясов Юрий Иванович     | бригадир комплексной бригады СУ «Промстрой-1» треста «Казасбестстрой» | 14.04.1975      |

### Государственные деятели
- Нургалиев Рашид Гумарович[51]